# Saint-Maurice-en-Trièves
Saint-Maurice-en-Trièves è un comune francese di 183 abitanti situato nel dipartimento dell'Isère della regione dell'Alvernia-Rodano-Alpi.

## Società

### Evoluzione demografica
Abitanti censiti